# 圭亚那亚马孙森林公园
圭亚那亚马孙森林公园（法语：Parc amazonien de Guyane）是法国的國家公園，旨在保护位于法属圭亚那的亚马孙森林的一部分。这是法国最大的国家公园、欧盟规模最大的国家公园，也是世界上最大的国家公园之一。它无法从海岸或以任何其他方式到达，只能乘飞机或独木舟。

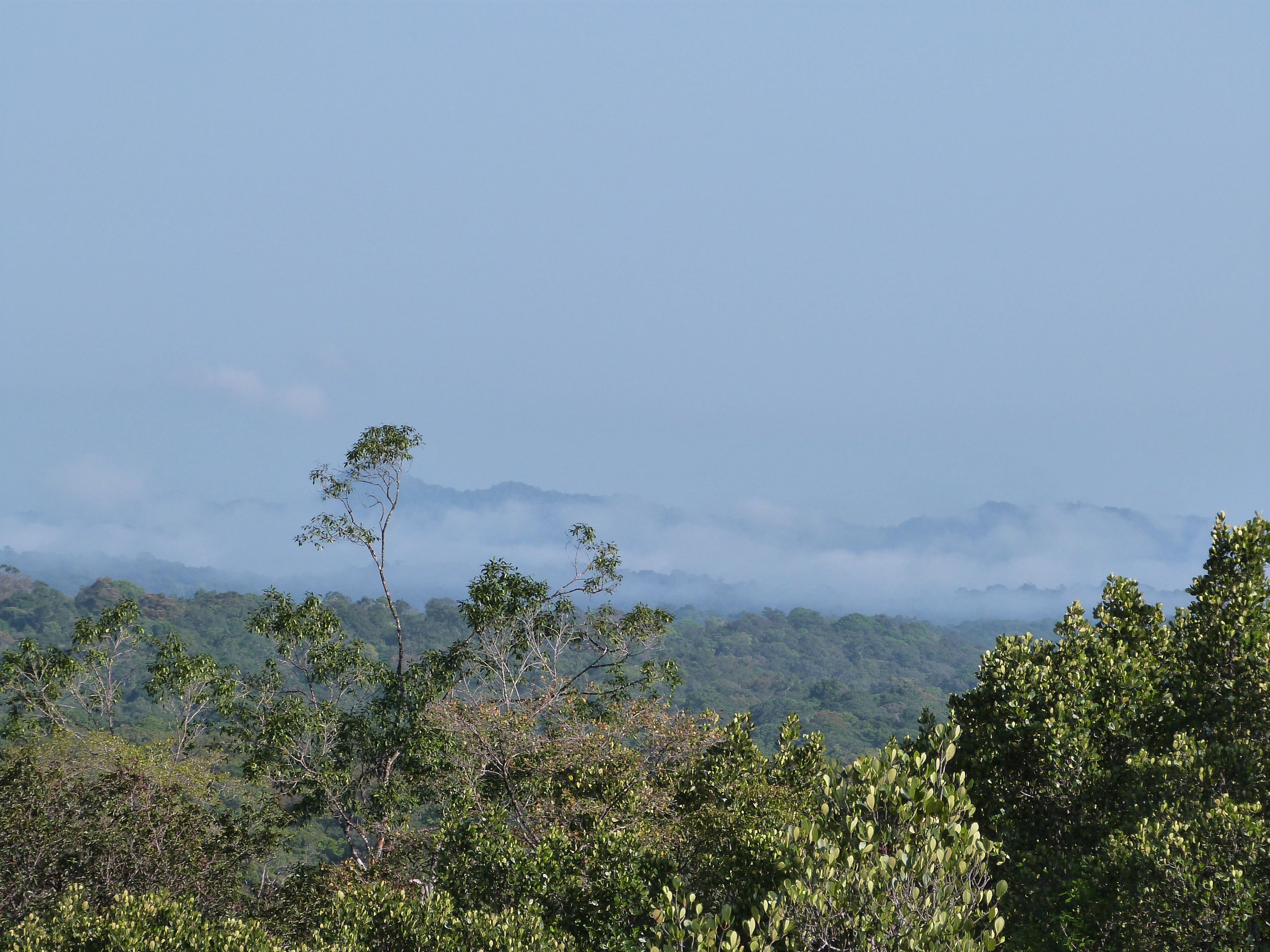

保护区面积约为中心区域20300平方公里、第二区域13600平方公里。整体保护区面积约33900平方公里。公园建在属于Camopi，Maripasoula，Papaïchton，Saint-Élie和Saül等市镇的区域上。